# Luisenhöhe (Naumburg)

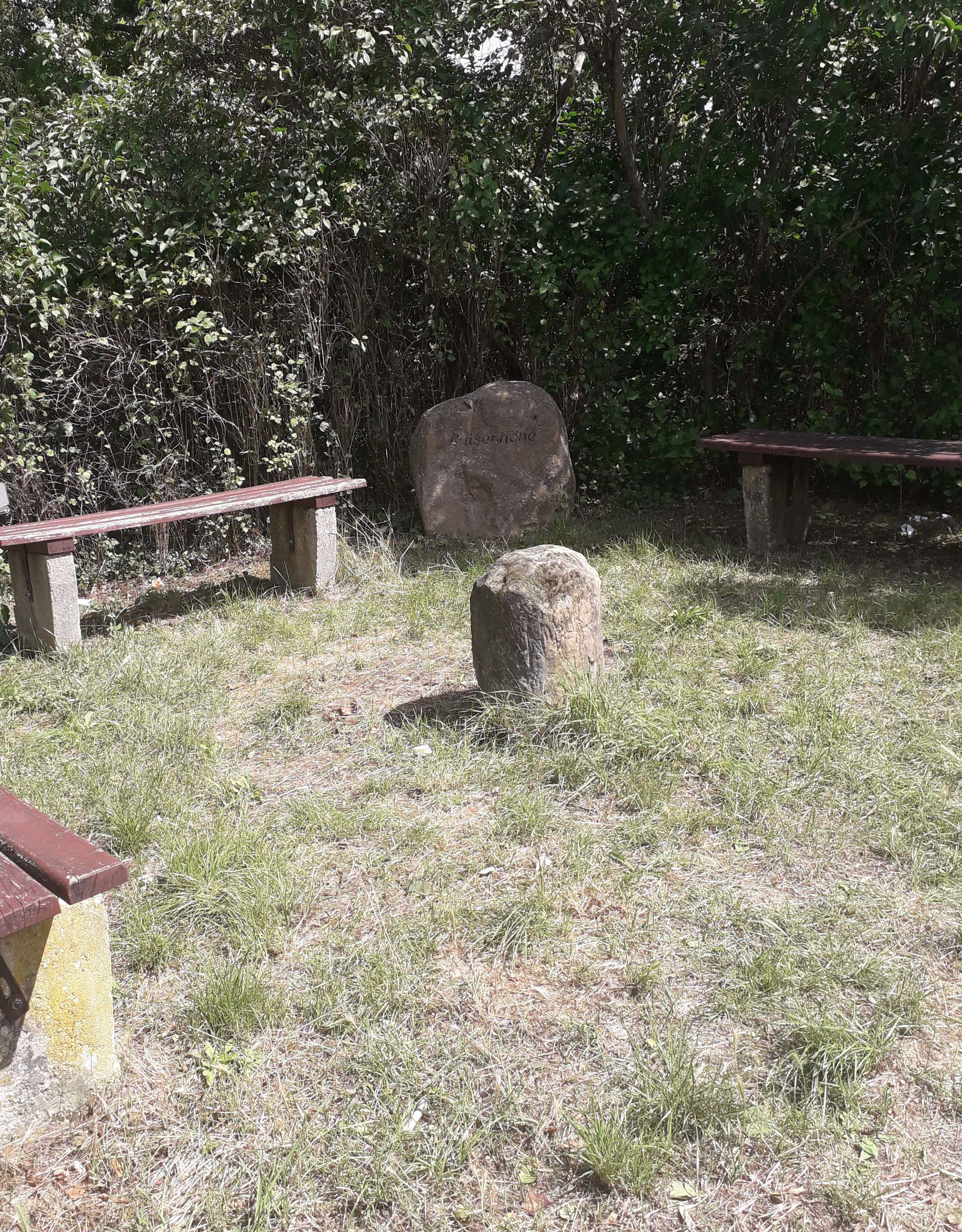
Luisenhöhe bei Naumburg

Die Luisenhöhe in Naumburg (Saale) ist eine baumbewachsene Anhöhe im Ortsteil Henne. Rechts neben dem Hotel und Gasthaus Zur Henne in Richtung Schellsitz führt ein schmaler Pfad zu einer Anhöhe, von der aus man einen Blick auf größere Teile des Saaletals hat: man kann sowohl in Richtung Großjena blicken als auch in Richtung Eulau und Schönburg. 
Ein Gedenkstein erinnert an einen Aufenthalt der Königin Luise von Preußen auf dieser später nach ihr benannten Luisenhöhe am 24. September 1806, auf der sie bereits als Braut im Jahr 1793 gestanden haben soll. Ihr zweiter Besuch sorgte für einen Auflauf von mehreren Tausend Menschen, da er zwischen dem Dritten und Vierten Koalitionskrieg erfolgte, welcher wenige Wochen später zur Niederlage Preußens in der Schlacht bei Jena und Auerstedt südwestlich von Naumburg führen sollte. Zwar gehörten Naumburg und das Umland damals noch zum Kurfürstentum Sachsen, aber Sachsen war zu diesem Zeitpunkt noch mit Preußen verbündet.
Christian Gottlieb Otto, der Besitzer des Gasthauses Zur Henne, ließ nach der Befreiung von den Franzosen einen Gedenkstein setzen sowie zehn Pappeln pflanzen. Er trug die Inschrift „Hier ruhete Luise, Königin von Preußen, den 24. September 1806“, welche heute aber nicht mehr lesbar ist. Später kümmerte sich der Naumburger Verschönerungsverein um die Anlage. Der Wirt der Henne ließ zudem ein jährliches Luisenfest veranstalten, zu welchem zahlreiche Menschen erschienen. Luises Sohn, König Friedrich Wilhelm IV. von Preußen, hielt sich hier erstmals 1817 auf. Er nahm zudem während des Herbstmanövers von 1853 sein Quartier auf Schloss Goseck und ließ am 8. September 1853 auf der Anhöhe einen Empfang abhalten, bei dem unter anderem Regierungspräsident Busso von Wedell, Oberpräsident Hartmann von Witzleben und der Landrat Daniell anwesend waren. Dabei wurde ein eigens dafür gedichteter Text vorgetragen. Zudem wurde die Anhöhe dem König geschenkt, was am 24. September 1853 auch per Kabinettsorder besiegelt wurde. Im Jahr 1860 kam zudem der südliche Berghang als Geschenk von Schellsitz hinzu, so dass ein bequemerer Aufgang geschaffen werden konnte als der bis dahin alleinig bestehende von der Brauerei aus.
Der Bereich der Luisenhöhe weckte im 19. Jahrhundert auch das Interesse der Botaniker. Die Anhöhe wurde im 19. Jahrhundert auch auf einem Teller verewigt, der mittlerweile im Stadtmuseum von Naumburg aufbewahrt wird. Im 20. Jahrhundert wurde ein zweiter Stein ergänzt, der nur das Wort „Luisenhöhe“ trägt. Mittlerweile steht an dem Ruheplatz zudem eine Informationstafel.